# Polygonia chingana
Polygonia chingana är en fjärilsart som beskrevs av Otto Kleinschmidt 1929. Polygonia chingana ingår i släktet Polygonia och familjen praktfjärilar. Inga underarter finns listade i Catalogue of Life.